# Vanikoro
Vanikoro a csendes-óceáni Salamon-szigetek Temotu tartományához tartozó Santa Cruz-szigetcsoport egyik tagja. Valójában nem egy, hanem két sziget (a nagyobb Banie és a kisebb Teanu) és több kisebb sziklaszirt (Manieve, Nomianu és Nanunga) együttese, amelyet közös korallzátony fog körbe. Teljes területe 173 km², legmagasabb pontja a 923 magas Mbagne-hegy. 

## Geológiája és élővilága
Vanikoro szigetei (Nanunga kivételével) vulkanikus eredetűek, a pliocén és pleisztocén során keletkeztek. A sziget, akárcsak az Új-Hebridák és a többi környező sziget, az ausztrál és a csendes-óceániai tektonikus lemez határán fekszik, ez okozta a korábbi vulkanikus aktivitást.
A kőzetlemezek mozgása miatt a sziget rohamosan süllyed.
A különállóan fekvő sziget több endemikus fajnak is otthona, mint például a vanikorói pápaszemesmadár (Zosterops gibbsi) vagy a mára feltehetően már kihalt vanikorói repülőkutya (Pteropus tuberculatus). A szigetről kapta nevét a tengeri csigák egy családja, a Vanikoridae.

## Lakossága

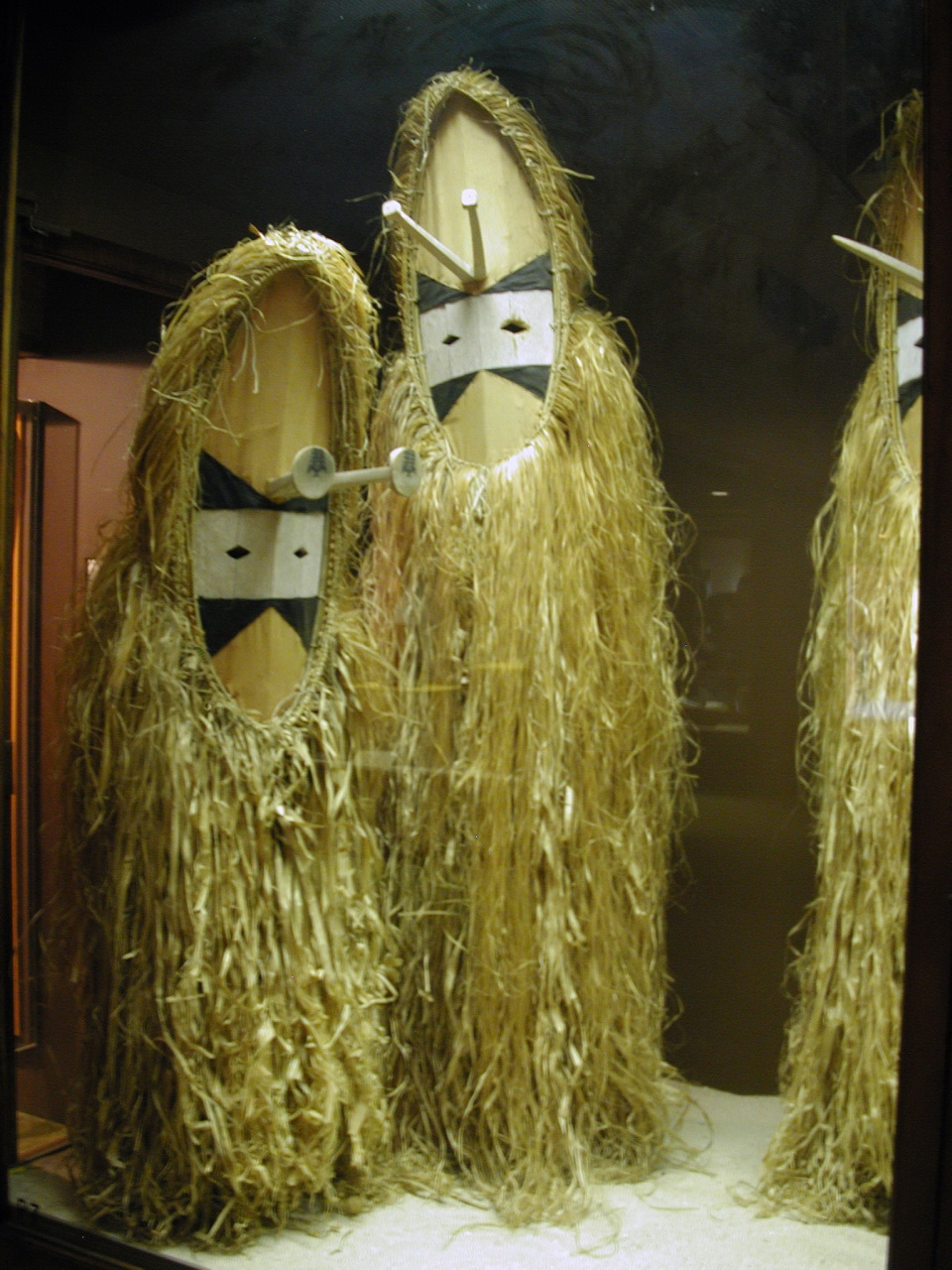
Vanikorói maszkok

Az 1300 vanikorói lakos két, külön falvakban élő csoportra oszlik. A sziget eredeti lakói a mintegy 800 melanéz, míg a kisebbségben levők polinézek, akik hagyományaik szerint a 200 km-re keletre fekvő Tikopia szigetéről költöztek ide. 
A melanézek többségében az ausztronéz nyelvcsalád óceániai csoportjának teanu nyelvét beszélik. Két, gyakorlatilag kihalt nyelv is kötődik hozzájuk, a lovono, melyet mára csak négy, és a tanema, amelyet egyetlen ember (Lainol Nalo) beszél. 
A polinézek a tikopia nyelven kommunikálnak.

## Története
Európaiak először 1595-ben pillantották meg a szigetet, a spanyol Álvaro de Mendaña rossz véget ért második expedícióján. Magát Vanikorót Mendaña sógora, Lorenzo Barreto fedezte fel, amikor a közeli Nendo szigetén települést próbáltak létrehozni és felderítő utakat tett a környéken. 
A francia felfedező, Jean-François de La Pérouse két hajója Vanikoro korallzátonyán szenvedett hajótörést 1788-ban. A helyi bennszülöttek megölték a túlélők egy részét, a többiek a hajók maradványaiból bárkát építettek és elhagyták a szigetet; további sorsuk ismeretlen. Legalább ketten Vanikorón maradtak, de a 38 évvel későbbi kutatóexpedíció már nem találta őket. Jules Verne 20 000 mérföld a tenger alatt című regényének XIX. fejezete erről az esetről szól.

## Gazdasága
A szigeten jelentős a – sokszor illegális – fakitermelés. Ezenkívül halat, pálmaolajat, koprát és kakaót exportál.

## Fordítás
Ez a szócikk részben vagy egészben  a   Vanikoro című angol Wikipédia-szócikk ezen változatának fordításán alapul.  Az eredeti cikk szerkesztőit annak laptörténete sorolja fel. Ez a jelzés csupán a megfogalmazás eredetét és a szerzői jogokat jelzi, nem szolgál a cikkben szereplő információk forrásmegjelöléseként.

## Külső hivatkozások
- Vanikoro térképe